# Clogmia albipunctata

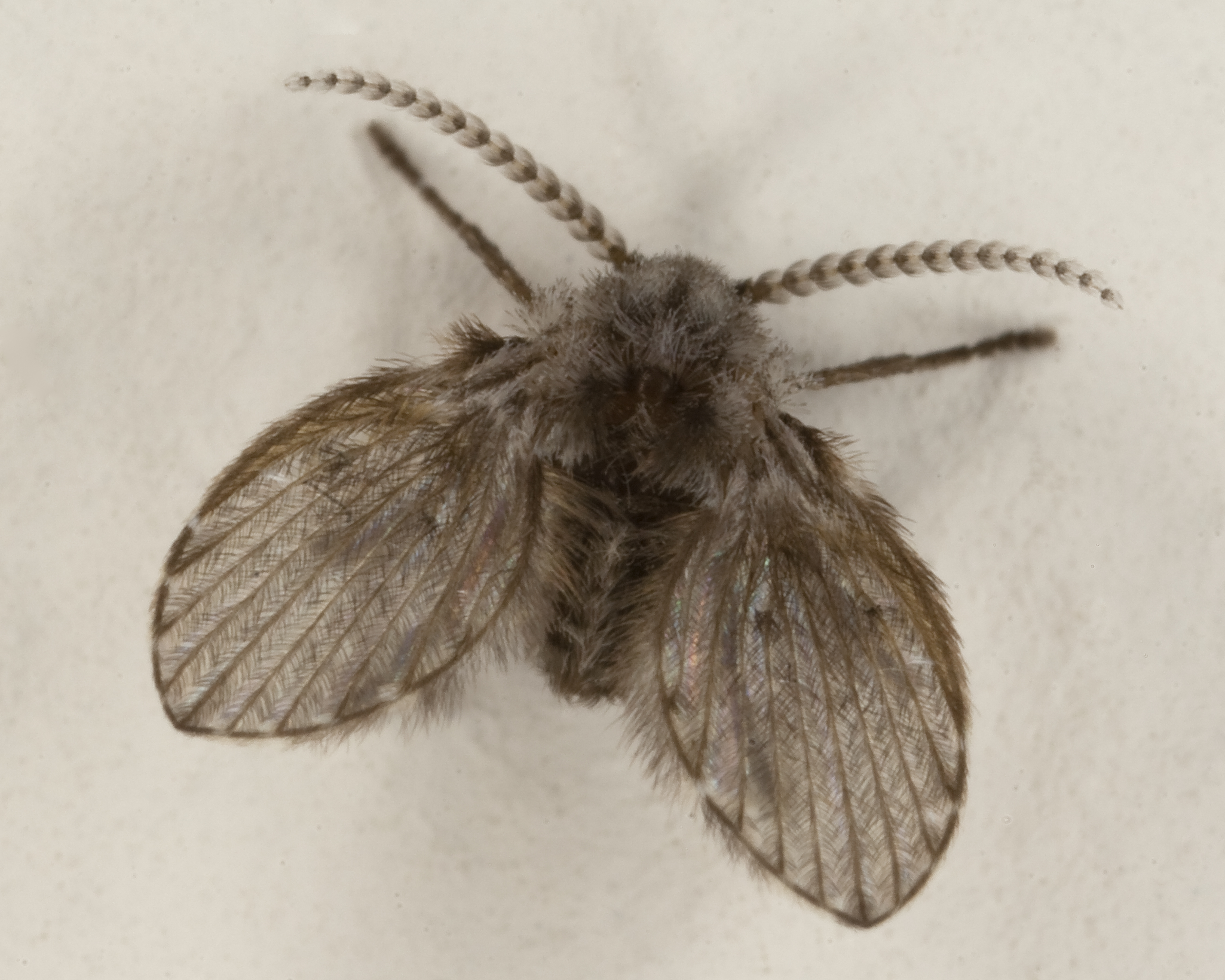
Clogmia albipunctata macho. Un díptero con una densa cubierta de vellos pequeños.

Clogmia albipunctata es una especie de díptero, es miembro de la familia Psychodidae, generalmente conocida como "polilla enana de baño", "polilla del baño" o "mosca de desagüe".

## Descripción
Clogmia albipunctata puede medir una longitud de 3–5 milímetros (0.12–0.20 pulgadas). Tanto su cuerpo como sus alas están cubiertos con grueso pelo gris marrón. Sus alas son puntiagudas y tienen algunas manchas blancas (de ahí su nombre en latín). A pesar de ser dípteros nematóceros (mosquitos), tienen un aspecto similar a polillas pequeñas. Sus antenas tienen setas densas, cada segmento con verticilos separados.

## Biología
Los adultos no se alimentan y viven aproximadamente 12 días. Pasan la mayor parte de su vida paradas en las paredes. Se mueven raramente y con un vuelo débil. Las larvas viven en entornos acuáticos, alimentándose de materia orgánica en descomposición. En aproximadamente 18 días se convierten en pupa, la cual se transforma en adulto en cinco días. A menudo infestan desagües de baños y, por esta razón, son también conocidas como "moscas del baño" en los Estados Unidos.
A pesar de considerarse inofensivas, se han reportado en la literatura algunos casos de miasis (infección) causados por las larvas de este insecto, en la nariz, intestinos y vías urinarias, pero generalmente están asociados a condiciones sanitarias muy pobres y a malos hábitos higiénicos.

## Distribución
De origen tropical. Es una especie muy común ahora con distribución mundial en áreas tropicales y templadas y a menudo asociada con humanos.